# École nationale de cirque
Ne doit pas être confondu avec École Nationale de cirque (académie Fratellini).
L'École nationale de cirque (ÉNC) est un établissement d'enseignement secondaire et collégial privé québécois qui a pour mission première de former des artistes de cirque. Il est situé à Montréal.

## Historique
D'abord accueillie au Centre Immaculée-Conception, l'école de cirque attire au début de jeunes artistes intéressés par le théâtre acrobatique. Très tôt, le Centre Immaculée-Conception ne peut contenir la croissance rapide de l'École nationale de cirque (ÉNC). En 1989, l'ÉNC déménage à la gare Dalhousie, dans le Vieux-Montréal. 
Le développement exponentiel des arts du cirque contemporains à travers le monde justifie bientôt la pertinence de former encore plus d'artistes polyvalents ayant une haute maîtrise de leur discipline; la marque du cirque québécois. L'ÉNC doit de nouveau déménager qui la mènera à se relocaliser dans la Cité des arts du cirque dans le quartier Saint-Michel de Montréal en 2003. 
Depuis l'automne 2003, l'École occupe des espaces conçus spécialement pour la formation professionnelle d'artistes de cirque, au cœur de la Cité des arts du cirque. D'une superficie de 7 200 mètres carrés, le bâtiment bénéficie d'installations adaptées à toutes les disciplines et est muni des équipements les plus sécuritaires, ce qui lui permet d'offrir un environnement idéal pour le développement des futurs artistes de cirque et un contexte d'apprentissage unique au monde.
Les nouveaux locaux ont permis à l'École d'augmenter sa capacité d'accueil et de créer de nouveaux programmes. En plus des formations préparatoire, secondaire et collégiale, l'École dispense désormais des programmes d'attestations d'études collégiales pour la formation d'instructeurs et de formateurs en arts du cirque.

### L’École au cœur de la Cité des arts du cirque

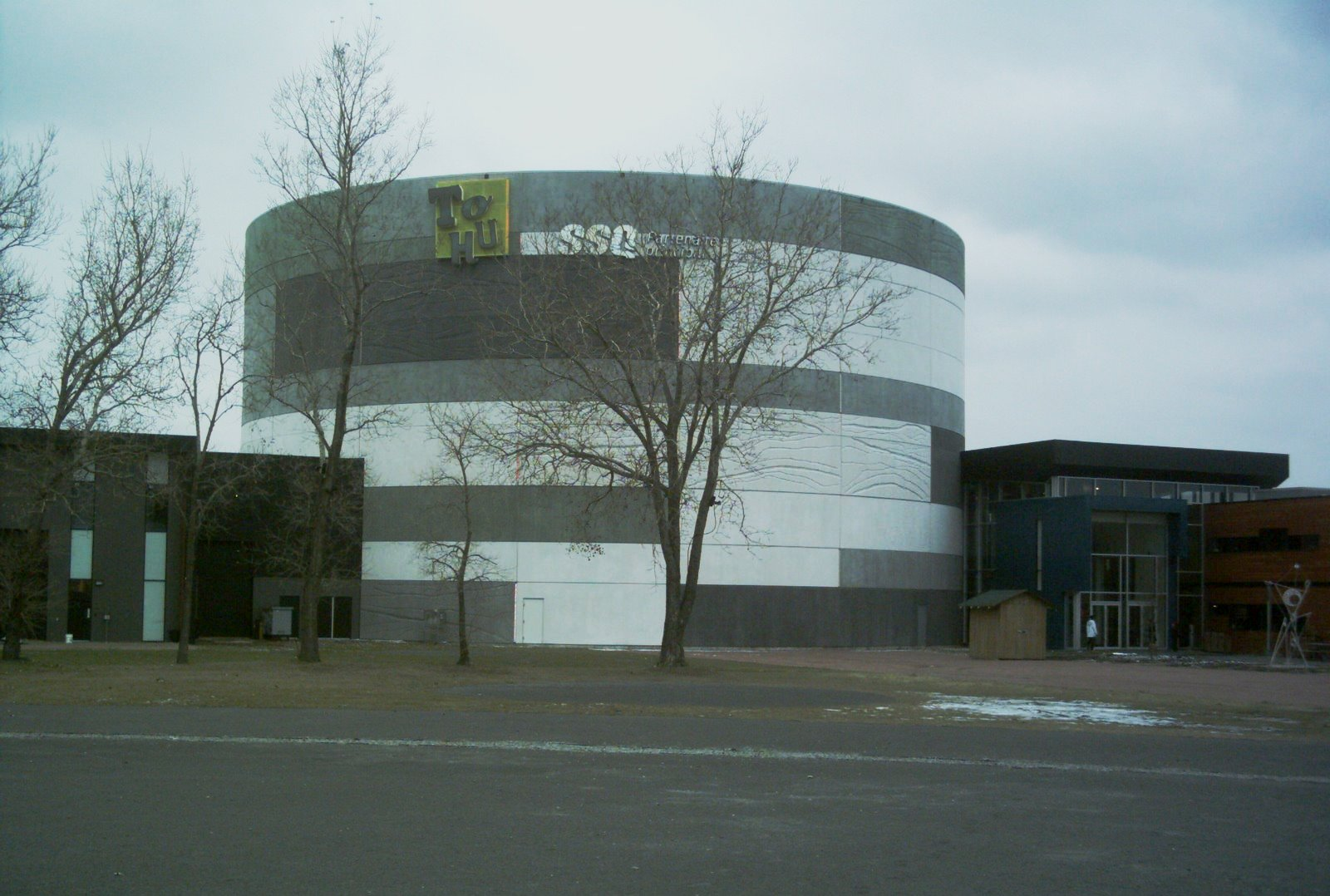
Tohu, la Cité des arts du cirque
rue Jarry Est, à Montréal

La Cité des arts du cirque a vu le jour en 1999 à l’initiative du regroupement national des arts du cirque En Piste, du Cirque du Soleil et de l’École nationale de cirque qui se sont unis pour créer par la suite la TOHU en 2004, un lieu de diffusion, de création, et d’expérimentation, afin assurer le rayonnement des arts du cirque ici comme à l’étranger.
Située aux abords du Complexe environnemental de Saint-Michel, la TOHU, en plus d’être un centre névralgique pour le milieu des arts du cirque, se veut également l'épicentre d'une rencontre étonnante et passionnante entre la culture, l'environnement et la communauté.

## Programmes
Étant une des plus grandes écoles de formation supérieure en arts du cirque en Amérique du Nord, l’École nationale de cirque est un établissement d’enseignement secondaire et collégial qui a pour mission première de former des artistes de cirque. Les formations préparatoire, parascolaire, et secondaire de type arts-études offrent la possibilité à des jeunes de 9 à 17 ans d’entreprendre leur formation professionnelle tout en poursuivant leurs études. Le programme de niveau collégial d’une durée de trois ans mène directement à la profession d'artiste de cirque  professionnel. L’École nationale de cirque assure également la formation des instructeurs et des formateurs en arts du cirque.

### Programmes préparatoires
Le programme préparatoire, offert en parascolaire, propose un entraînement de 12 heures par semaine. Les cours ont lieu les lundi, mercredi et vendredi soir ainsi que le samedi matin. Il s'adresse aux jeunes de 9 à 17 ans qui désirent entreprendre leur formation d'artiste de cirque tout en poursuivant leurs études primaires ou secondaires dans un autre établissement scolaire de la région métropolitaine de Montréal.
Le programme de Cirque-études secondaires comprend une formation scolaire générale incluant toutes les matières obligatoires du régime pédagogique secondaire du ministère de l'Éducation, du Loisir et du Sport du Québec en plus de la formation physique et artistique en arts du cirque. Tous les cours théoriques et pratiques sont donnés à l'École nationale de cirque. Il mène à l'obtention du diplôme d'études secondaire (DES) décerné par le ministère de l'Éducation, du Loisir et du Sport du Québec.

### Programmes d'études supérieures

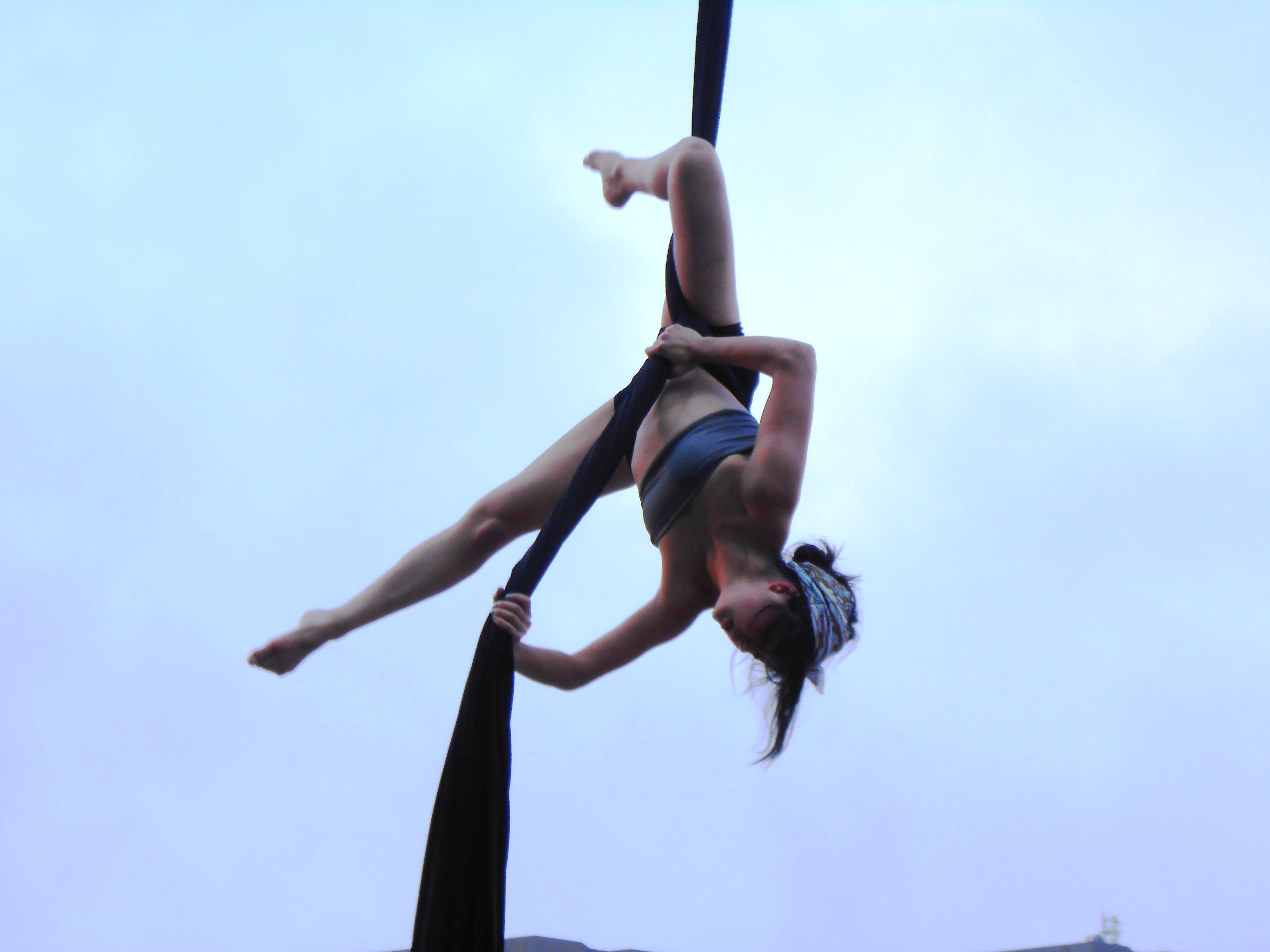
Spectacle de haute voltige, offert au Quartier des spectacles

Les programmes d'études supérieures ont pour but de former des artistes de cirque professionnels. Deux programmes, l'un destiné aux étudiants canadiens et français, et l'autre aux étudiants internationaux, sont offerts aux étudiants ayant complété leurs études secondaires.
Le DEC - Diplôme d'études collégiales en arts du cirque, adressé aux étudiants canadiens et français, combine la formation spécifique aux arts du cirque et la formation générale collégiale. D'une durée de 3 ans, la formation est sanctionnée par le ministère de l'Éducation, du Loisir et du Sport du Québec qui décerne le diplôme d'études collégiales (DEC 561.D0). La formation mène directement à la pratique professionnelle.
Le DEE - Diplôme d'études de l'École, adressé aux étudiants étrangers, est centré sur la formation spécifique aux arts du cirque et mène directement à la pratique professionnelle. Le diplôme d'études est décerné par l'École nationale de cirque.
En s'assurant que la formation des artistes de cirque soit reconnue par un diplôme octroyé par le ministère de l'Éducation, du Loisir et du Sport du Québec, l'École a participé à ce que le statut de l'artiste de cirque soit reconnu socialement.
Après 30 ans de formation professionnelle, on compte aujourd'hui des centaines d'artistes de cirque formés à l'ÉNC. Le taux de placement des diplômés est en moyenne de 95 %. Forts d'une grande polyvalence et de la maîtrise de leur discipline de prédilection, ces artistes continuent d'évoluer sur les plus prestigieuses pistes et scènes de tous les continents.
Dans tous les pays où le cirque contemporain se développe, l'ÉNC est plus que jamais une référence en matière de formation supérieure d'artistes de cirque. Le rayonnement international se traduit aussi par l'accueil d'étudiants provenant de partout dans le monde.

## Notoriété

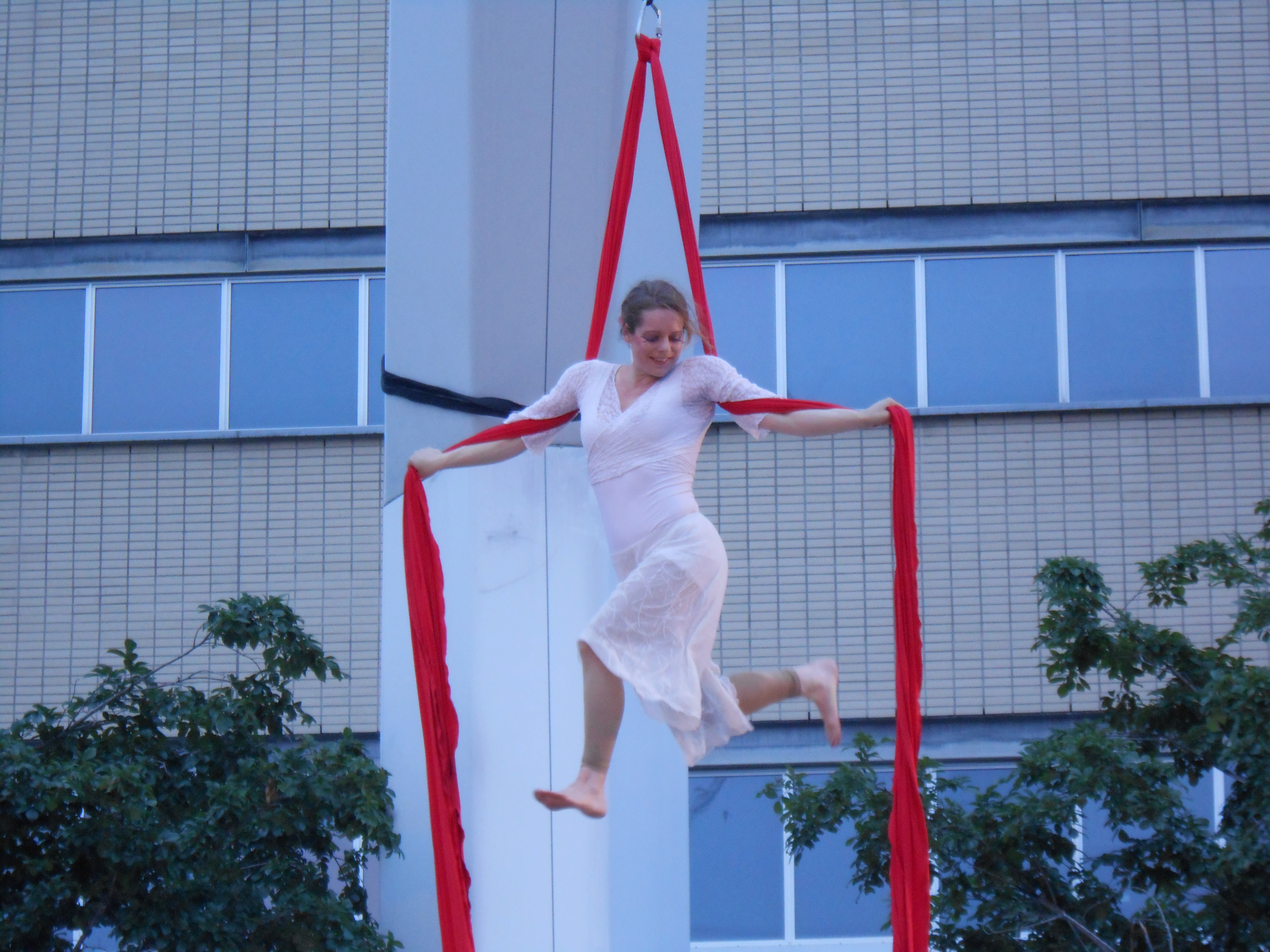
Haute voltige
Quartier des spectacles

Reconnue internationalement pour la qualité de sa formation, l’École accueille plus d’une centaine d’étudiants de partout au pays et dans le monde. L’équipe pédagogique et artistique de l’École est composée de plus de 80 enseignants, conseillers artistiques et intervenants. Professionnels passionnés et chevronnés, ils ont fait leur marque dans les milieux du cirque, des arts de la scène, du sport de haute performance et de l’éducation, au Canada comme à l’étranger. Bénéficiant d’espaces adaptés à toutes les disciplines et munie des équipements les plus sécuritaires, l’École offre un contexte d’apprentissage unique au monde.
L’artiste de cirque devant être à la fois créateur et interprète, la création et la recherche artistiques sont au cœur du projet pédagogique. La formation est axée sur la polyvalence en arts du cirque et sur l’interdisciplinarité avec les autres arts de la scène comme la danse, le jeu théâtral et la musique. Le faible ratio étudiants / enseignant assure un encadrement exceptionnel.
Toujours en croissance, le marché de l'emploi du cirque est particulièrement favorable aux artistes qui ont reçu une solide formation. Il offre aux diplômés la possibilité d'évoluer sur la scène nationale et internationale dans divers réseaux de production et de diffusion. Le taux de placement des diplômés est de plus de 95 %.